# Temple FMTA d'Ambatonakanga
L'église protestante Tranozozoro Antranobiriky (en malgache : Fiangonana Protestanta Malagasy Tranozozoro Antranobiriky) ou temple FMTA d'Ambatonakanga, est un temple protestant situé dans le quartier Ambatonakanga d'Antananarivo, capitale de Madagascar,,.

## Histoire
L’Église protestante Tranozozoro Antranobiriky, FMTA Ambatonakanga, a été fondée en 1894.
À la suite de conflits internes, le pasteur Rajaonary qui était à l’origine un fidèle de la Société missionnaire de Londres (LMS), fit, dès 1870, avec l’aide des fidèles qui l’ont suivi, une construction en souchets en bas du temple protestant d'Ambatonakanga où les fidèles venaient prier.
Ils bâtirent plus tard un « Trano biriky » (maison en brique) sur le lieu où est actuellement implanté la FMTA Ambatonakanga. 
L’Église protestante Tranozozoro Antranobiriky fut reconnue officiellement le 1er avril 1894. 
La reine Ranavalona III lui fit  don d’un harmonica à l’Eglise pour montrer son approbation et son soutien.  
Le pasteur Rajaonary, avait suivi des études en Angleterre. Il fut également parmi les missionnaires ayant traduit la Bible et composé des cantiques qui figurent encore aujourd’hui dans le livret cantique de la Fédération des Églises Protestantes de Madagascar (FFPM)
La FFPM est composée de l'Église luthérienne malgache et de l'Église de Jésus-Christ à Madagascar (FJKM, réformée). 
Le musée Pasteur Rajaonary, qui se trouve à Ampasanisadoda a été inauguré le 20 août 2009.